# Casa Bonita
Casa Bonita (Casa Bonita en version originale) est le onzième épisode de la septième saison de la série animée South Park, ainsi que le 107e épisode de l'émission.

## Synopsis
Pour l’anniversaire de Kyle, sa mère lui propose de l’emmener lui et trois de ses amis à la Casa Bonita, un restaurant mexicain à thème. Cartman est fou de joie, mais Kyle lui annonce qu’il n’est pas son ami et qu’il ne l’invitera donc pas. À la place, il compte inviter Butters. Cartman va alors tout tenter pour aller quand même à la Casa Bonita.